# ظل العين

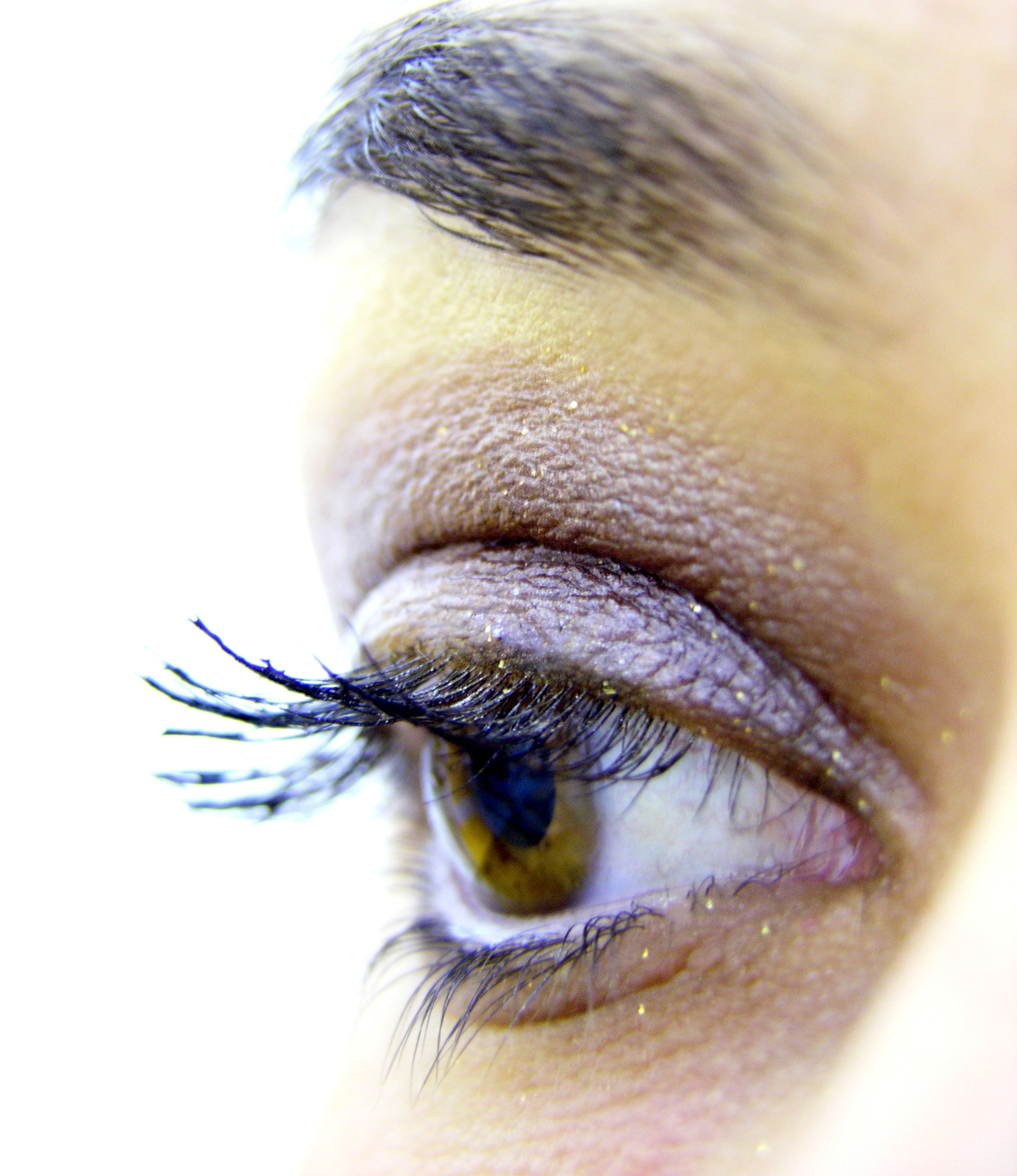
عين إنسان مع الكثير من مستحضر ظل العين

ظل العين هو مستحضر تجميل يوضع على الجفن وتحت حاجب عين. يستخدم عادة لإبراز العين وجعلها جذابة أكثر . لكن أحياناً كثرته وسوء إستعماله تعطي نتائج سلبية بتقليل جمال العين، ويختلف ذلك من شخص إلى آخر لعدة عوامل مثل نوع البشرة وشكل الوجه وغيره.

## الاستعمال

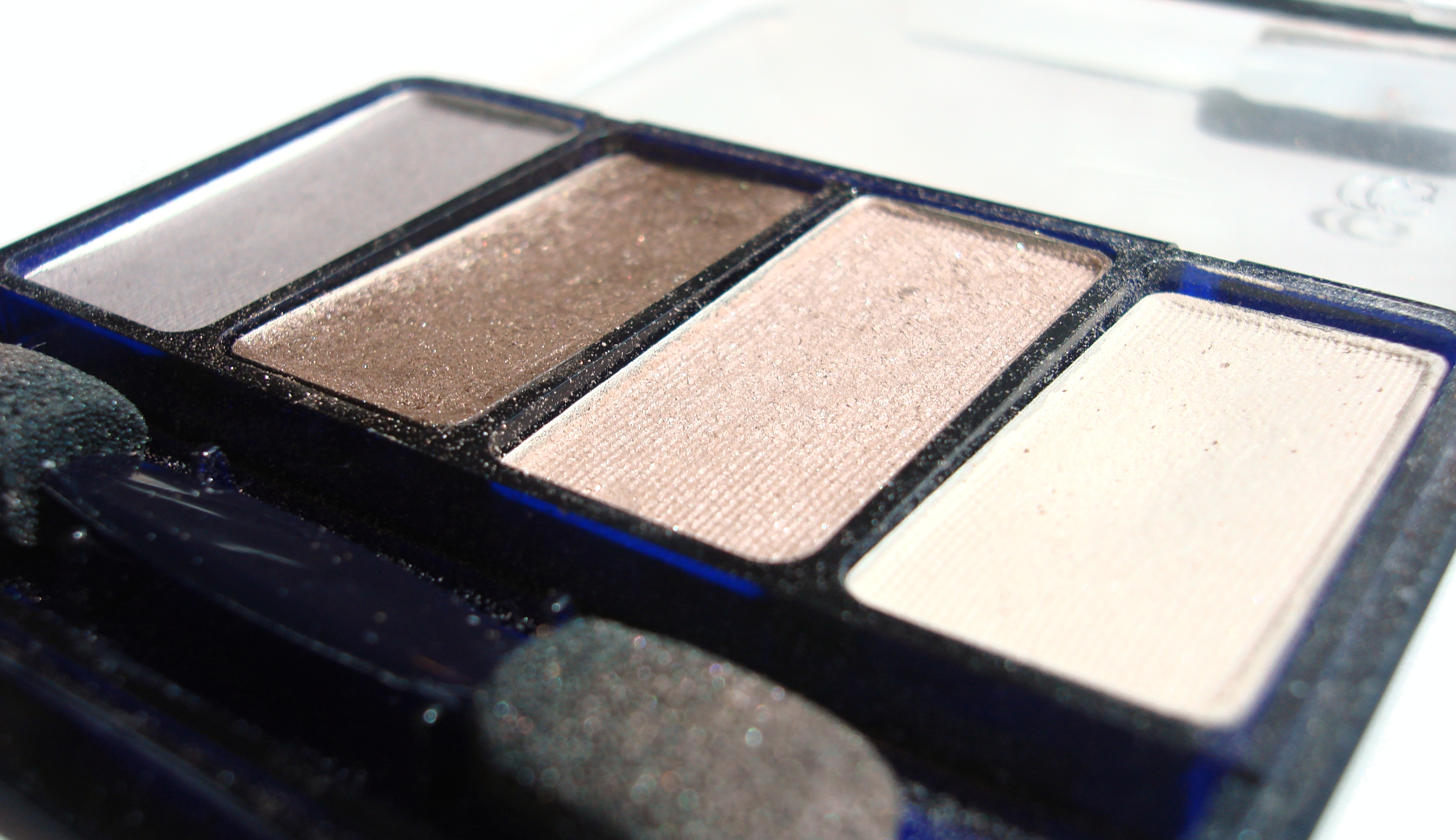
لوح ألوان لمواد ظل العين

## تاريخ صناعته واستخدامه

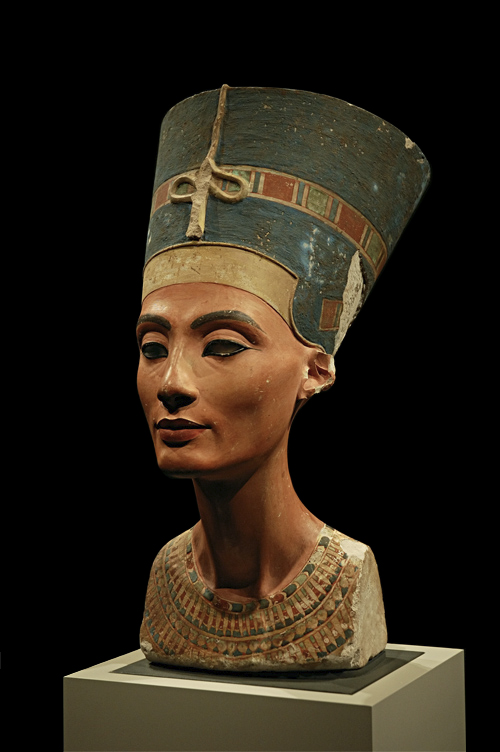
تمثال لنفرتيتي ويلاحظ وجود ظل العين